# The Monster Ball Tour
„The Monster Ball“ (от английски: „Балът на чудовищата“) е второто световно турне на американската певица Лейди Гага. Промотираща EP изданието „The Fame Monster“, обиколката представя песни от този албум, както и от дебютния „The Fame“, и посещава арени и стадиони от 2009 до 2011 г. Турнето е обявено през октомври 2009 г., а Гага го описва като „първата поп електро опера“. Концепцията е сглобена, след като планирано съвместно турне с рапъра Кание Уест внезапно е отменено. Първият концерт се състои четири дни след издаването на албума.
Шоуто е изцяло реконструирано само няколко месеца след премиерата на турнето, поради притеснения на Лейди Гага, че е сглобено за много малък период от време. Сцената по време на първите концерти наподобява рамка на кух телевизор. Тъй като проектът „The Fame Monster“ е обвързан с тематика, свързана с човешките страхове, основната идея на шоуто е човешката еволюция. Включени са елементи, взети от отмененото турне с Уест. От 2010 година, промененият спектакъл представя сюжет в Ню Йорк, в който Гага и приятелите ѝ са изгубени и търсят пътя си към „Бала на чудовищата“. И двата варианта съдържат пет части, като последната е бис. И двете концепции представят Гага в няколко визии, като тя изпълнява песни, свързани с тематиката на частите, които са разделени от видеа.
Турнето е тотален успех, като интересът кара организаторите да добавят допълнителни дати. Крайната статистика показва, че концертите са посетени от над 3 млн. души, а приходите възлизат на над $238 милиона. Критиците също приемат добре проекта, като хвалят вокалните способности на Гага и нейната театралност.
HBO заснема специален филм за турнето по време на концертите в Ню Йорк през февруари 2011 г. „Lady Gaga Presents the Monster Ball Tour: At Madison Square Garden“ съдържа пълен запис на шоуто, както и ексклузивни задкулисни кадри. Телевизионната премиера на продукцията е през май 2011 г., а DVD и Blu-ray издания са пуснати в продажба на 21 ноември 2011 г.

## Предистория
По план Лейди Гага трябва да поеме на турне с рапъра Кание Уест през октомври 2009 г. След негативни реакции относно появата му на наградите на MTV през същата година, той обявява, че ще се оттегли от сцената за кратък период от време. Турнето им, озаглавено „Fame Kills: Starring Kanye West and Lady Gaga“, обаче вече е анонсирано, като дори и датите са публикувани. Малко след изявлението на Уест, обиколката е отменена без обяснение. Гага коментира ситуацията на събитие на Billboard, като споменава творчески различия между двамата като причина за отмяната. „Той има нужда от почивка, но добрата новина е, че аз нямам“, добавя тя.
След като загатва, че планира самостоятелно турне, Лейди Гага официално обявява The Monster Ball Tour на 15 октомври 2009 г. Въпреки първоначалните планове то да започне с концерт в Лондон в началото на 2010 година, турнето стартира в Монреал на 27 ноември 2009 г. Кид Къди и Джейсън Деруло са анонсирани като подгряващи изпълнители. За официалния постер към продукцията, Гага е със слънчеви очила на „Версаче“ и структура, наподобяваща жироскоп, която тя нарича „Орбита“. За американската обиколка спонсор е телекомуникационният оператор Virgin Mobile, който предоставя безплатни билети за шоуто на фенове, които прекарват време като доброволци в центрове за бездомни младежи.

## Продукция

### Оригинална концепция
В интервю, Лейди Гага споделя, че намерението ѝ е да създаде интересна, скъпа продукция, която да е достъпна за феновете ѝ. Тя описва шоуто като „поп електро опера“ поради сюжета и театралността на продукцията, които наподобяват тези на опера спектакъл. Певицата добавя, че е искала да преосмисли пространството на сцената и с креативната си трупа Haus of Gaga работят по дизайн, който поставя сцената в рамка с променена перспектива. Размерите на всяка зала, посетена от турнето, са обмисляни предварително, за да може да съвпаднат със създадената рамка.
Шоуто разглежда темата за еволюцията, както и редица страхове, които Лейди Гага представя на публиката с албума „The Fame Monster“. Докато работи по концепцията за шоуто, Гага говори за първородния грях и наличието на демони в хората. Тези теми имат роля и в избора на гардероб за турнето, който, според певицата, „е на изцяло ново ниво в сравнение с това, което е представила с The Fame Ball Tour“. Въпреки че Гага признава, че е черпила вдъхновение от идеите, които са обсъждали с Кание относно отмененото турне, тя няма намерение да използва нищо от това, което са създали заедно. В по-късно интервю описва Fame Kills като „великото изгубено турне“.

В интервю за MTV, певицата споделя:
Започвам като клетка и раста и се променям по време на шоуто. Направихме го в този стил, който започва да се превръща в моя запазена марка, който е, както знаете, отчасти поп, отчасти изкуство, отчасти модна инсталация. Спектакълът е една история, която показва как се боря с чудовищата по пътя си. Изпълняваме песни от „The Fame“ и „The Fame Monster“, а сцената, която проектирахме с Haus of Gaga е огромен куб. Представете си, че сте опразнили стар телевизор. Това е моят начин да кажа „Моята музика е моето изкуство“.
За изпълнението на Paparazzi Гага си сътрудничи със своя креативен партньор Матю Уилямс. В началото певицата има друга представа, но според Уилямс, тя трябва да сплете косата си, което тя досега не е правила. Той разкрива, че вдъхновението зад идеята му е приказната героиня Рапунцел. Според него, аудиторията разбира историята, но когато е със слънчеви очила върху скеле с танцуващо извънземно зад нея, не би изглеждало като оригинала.

### Променен вариант
През декември 2009 г. Лейди Гага разкрива намеренията си да сложи край на концертите с оригиналната концепция и да създаде нова продукция. Според нея промяната е наложителна, тъй като първоначалната версия на шоуто е сглобена за кратък период от време. Певицата си спомня притесненията дали ще успее да измисли концепция толкова бързо, но решителността ѝ да промотира албума надделява. Така се ражда идеята за „нещо, което, ако разполагаше с повече време, никога не би направила“, както тя описва оригиналната продукция. По план новото шоу трябва да влезе в употреба от планираните концерти в арени из Обединеното кралство през февруари 2010 г. „Според екипа ми съм напълно изтрещяла, но не ме вълнува те какво мислят. За да си представите – новата сцена е четири пъти по-голяма от сегашната и концептуално всичко е различно. Нещо, което липсва в поп музиката през последните 10 – 15 години, е шоубизнесът. И това несъмнено ще го възроди“, споделя Гага.
Певицата споделя, че шоуто е изградено като мюзикъл. В него присъстват исторически и съвременни музикални творби, като някои от тях са специално презаписани за продукцията. Екипът на Гага сглобява няколко инструмента в един, който наричат „Ема“. Въпреки промените, Лейди Гага решава, че името да си остане същото.

## Запис и излъчване
Американският канал HBO е поканен да запише няколко разпродадени концерта в Madison Square Garden, Ню Йорк. По-късно, най-добрите моменти от шоуто, заедно с ексклузивни задкулисни кадри HBO излъчва през май 2011 г. под заглавието „Lady Gaga Presents: The Monster Ball Tour at Madison Square Garden“ (Лейди Гага представя турнето The Monster Ball в Медисън Скуеър Гардън). Концертът е издаден на DVD и Blu-ray през ноември същата година. След излъчването критиците оценяват филма положително, въпреки че някои от тях изразяват съмнение относно искреността на Гага. Продукцията получава пет номинации за наградите „Еми“ през 2011 г. Физическото издание също е добре оценено, като се класира в DVD чартове по целия свят и получава двойно платинен статус в Австралия и Франция.
На 9 април 2020 г. фен страницата GagaFrontRow публикува запис от екрана на концерта във Филаделфия през 2010 г. Това се явява първият пълен запис на концерт от турнето, тъй като във филма на HBO са изрязани доста части от шоуто.

## Сетлист
1. Dance in the Dark
2. „Just Dance“
3. „LoveGame“
4. „Alejandro“
5. Monster
6. So Happy I Could Die
7. Teeth
8. Speechless
9. „Poker Face“ (акустична версия)
10. Fashion
11. The Fame
12. Money Honey
13. Beautiful, Dirty, Rich
14. Boys Boys Boys
15. Paper Gangsta
16. Poker Face
17. „Paparazzi“

Бис
1. „Eh, Eh (Nothing Else I Can Say)“
2. „Bad Romance“

1. Dance in the Dark
2. Glitter and Grease
3. Just Dance
4. Beautiful, Dirty, Rich
5. Vanity
6. The Fame
7. LoveGame
8. Boys Boys Boys
9. Money Honey
10. „Telephone“
11. Brown Eyes
12. Speechless
13. „Yoü and I“
14. So Happy I Could Die
15. Monster
16. Teeth
17. Alejandro
18. Poker Face
19. Paparazzi

Encore
1. Bad Romance

## Дати
| Северна Америка   |                |                |                                           |
| 27 ноември 2009   | Монреал        | Канада         | Бел Сентър                                |
| 28 ноември 2009   | Торонто        | Канада         | Еър Канада Център                         |
| 29 ноември 2009   | Отава          | Канада         | Скотиабанк Плейс                          |
| 1 декември 2009   | Бостън         | САЩ            | Театър „Уанг“                             |
| 2 декември 2009   | Бостън         | САЩ            | Театър „Уанг“                             |
| 3 декември 2009   | Камдън         | САЩ            | Би Би енд Ти Пъвилиан                     |
| 9 декември 2009   | Ванкувър       | Канада         | Театър „Кралица Елизабет“                 |
| 10 декември 2009  | Ванкувър       | Канада         | Театър „Кралица Елизабет“                 |
| 11 декември 2009  | Ванкувър       | Канада         | Театър „Кралица Елизабет“                 |
| 13 декември 2009  | Сан Франциско  | САЩ            | Гражданска аудитория „Бил Греъм“          |
| 14 декември 2009  | Сан Франциско  | САЩ            | Гражданска аудитория „Бил Греъм“          |
| 17 декември 2009  | Лас Вегас      | САЩ            | Палмс Казино Ризорт                       |
| 18 декември 2009  | Лас Вегас      | САЩ            | Палмс Казино Ризорт                       |
| 19 декември 2009  | Сан Диего      | САЩ            | Валей Вю Казино Център                    |
| 21 декември 2009  | Лос Анджелис   | САЩ            | Театър „Майкрософт“                       |
| 22 декември 2009  | Лос Анджелис   | САЩ            | Театър „Майкрософт“                       |
| 23 декември 2009  | Лос Анджелис   | САЩ            | Театър „Майкрософт“                       |
| 27 декември 2009  | Ню Орлиънс     | САЩ            | Лейкфронт Арена                           |
| 28 декември 2009  | Атланта        | САЩ            | Театър „Фокс“                             |
| 29 декември 2009  | Атланта        | САЩ            | Театър „Фокс“                             |
| 31 декември 2009  | Маями          | САЩ            | Найт Център                               |
| 2 януари 2010     | Маями          | САЩ            | Найт Център                               |
| 3 януари 2010     | Орландо        | САЩ            | Ю Си Еф Арена                             |
| 7 януари 2010     | Сейнт Луис     | САЩ            | Тетър „Фокс“                              |
| 8 януари 2010     | Чикаго         | САЩ            | Театър „Роузмънт“                         |
| 9 януари 2010     | Чикаго         | САЩ            | Театър „Роузмънт“                         |
| 10 януари 2010    | Чикаго         | САЩ            | Театър „Роузмънт“                         |
| 12 януари 2010    | Детройт        | САЩ            | Джо Луис Арена                            |
| 13 януари 2010    | Детройт        | САЩ            | Джо Луис Арена                            |
| 20 януари 2010    | Ню Йорк        | САЩ            | Рейдио Сити Мюзик Хол                     |
| 21 януари 2010    | Ню Йорк        | САЩ            | Рейдио Сити Мюзик Хол                     |
| 23 януари 2010    | Ню Йорк        | САЩ            | Рейдио Сити Мюзик Хол                     |
| 24 януари 2010    | Ню Йорк        | САЩ            | Рейдио Сити Мюзик Хол                     |
| 26 януари 2010    | Уест Лафайет   | САЩ            | Елиът Хол оф Мюзик                        |
| Европа            |                |                |                                           |
| 18 февруари 2010  | Манчестър      | Великобритания | Манчестър Арена                           |
| 20 февруари 2010  | Дъблин         | Ирландия       | 3Arena                                    |
| 21 февруари 2010  | Дъблин         | Ирландия       | 3Arena                                    |
| 22 февруари 2010  | Белфаст        | Великобритания | Дъ Ес Ес И Арена                          |
| 24 февруари 2010  | Ливърпул       | Великобритания | Еко Арена Ливърпул                        |
| 26 февруари 2010  | Лондон         | Великобритания | O₂ Арена                                  |
| 27 февруари 2010  | Лондон         | Великобритания | O₂ Арена                                  |
| 1 януари 2010     | Глазгоу        | Великобритания | Шотландския изложбен и конферентен център |
| 3 януари 2010     | Кардиф         | Великобритания | Моторпойнт Арена Кардиф                   |
| 4 януари 2010     | Нюкасъл        | Великобритания | Метро Рейдио Арена                        |
| 5 януари 2010     | Бирмингам      | Великобритания | Ел Джи арена                              |
| Океания           |                |                |                                           |
| 13 март 2010      | Окланд         | Нова Зеландия  | Вектор Арина                              |
| 14 март 2010      | Окланд         | Нова Зеландия  | Вектор Арина                              |
| 17 март 2010      | Сидни          | Австралия      | Сидни Ентъртейнмънт Сентър                |
| 18 март 2010      | Сидни          | Австралия      | Сидни Ентъртейнмънт Сентър                |
| 20 март 2010      | Нюкасъл        | Австралия      | Нюкасъл Ентъртейнмънт Сентър              |
| 23 март 2010      | Мелбърн        | Австралия      | Род Лейвър Арена                          |
| 24 март 2010      | Мелбърн        | Австралия      | Род Лейвър Арена                          |
| 26 март 2010      | Бризбейн       | Австралия      | Бризбейн Ентъртейнмънт Център             |
| 27 март 2010      | Бризбейн       | Австралия      | Бризбейн Ентъртейнмънт Център             |
| 29 март 2010      | Канбера        | Австралия      | AIS Арена                                 |
| 1 април 2010      | Пърт           | Австралия      | Бърсууд Доум                              |
| 3 април 2010      | Аделейд        | Австралия      | Аделейд Ентъртейнмънт Център              |
| 5 април 2010      | Уулонгонг      | Австралия      | Уулонгонг Ентъртейнмънт Център            |
| 7 април 2010      | Сидни          | Австралия      | Сидни Ентъртейнмънт Сентър                |
| 9 април 2010      | Мелбърн        | Австралия      | Род Лейвър Арена                          |
| Азия              |                |                |                                           |
| 14 април 2010     | Кобе           | Япония         | Уърлд Хол                                 |
| 15 април 2010     | Кобе           | Япония         | Уърлд Хол                                 |
| 17 април 2010     | Йокохама       | Япония         | Йокохама Арена                            |
| 18 април 2010     | Йокохама       | Япония         | Йокохама Арена                            |
| Европа            |                |                |                                           |
| 7 май 2010        | Стокхолм       | Швеция         | Ериксон Глоуб                             |
| 8 май 2010        | Стокхолм       | Швеция         | Ериксон Глоуб                             |
| 10 май 2010       | Хамбург        | Германия       | Барклейкард Арена                         |
| 11 май 2010       | Берлин         | Германия       | Мерцедес-Бенц Арена                       |
| 15 май 2010       | Арнем          | Нидерландия    | Гелредоум                                 |
| 17 май 2010       | Антверпен      | Белгия         | Спортпалейс                               |
| 18 май 2010       | Антверпен      | Белгия         | Спортпалейс                               |
| 21 май 2010       | Париж          | Франция        | Пале Омниспор дьо Пари-Берси              |
| 22 май 2010       | Париж          | Франция        | Пале Омниспор дьо Пари-Берси              |
| 24 май 2010       | Оберхаузен     | Германия       | Кьониг Пилзнер Арена                      |
| 25 май 2010       | Страсбург      | Франция        | Зенит дьо Страсбург                       |
| 27 май 2010       | Нотингам       | Великобритания | Нешънъл Айс Център                        |
| 28 май 2010       | Бирмингам      | Великобритания | Ел Джи Арена                              |
| 30 май 2010       | Лондон         | Великобритания | O2 Арена                                  |
| 31 май 2010       | Лондон         | Великобритания | O2 Арена                                  |
| 2 юни 2010        | Манчестър      | Великобритания | Манчестър Арена                           |
| 3 юни 2010        | Манчестър      | Великобритания | Манчестър Арена                           |
| 4 юни 2010        | Шефилд         | Великобритания | Шефилд Арена                              |
| Северна Америка   |                |                |                                           |
| 28 юни 2010       | Монреал        | Канада         | Бел Сентър                                |
| 1 юли 2010        | Бостън         | САЩ            | ТД Гардън                                 |
| 2 юли 2010        | Бостън         | САЩ            | ТД Гардън                                 |
| 4 юли 2010        | Атлантик Сити  | САЩ            | Бордуолк хол                              |
| 6 юли 2010        | Ню Йорк        | САЩ            | Медисън Скуеър Гардън                     |
| 7 юли 2010        | Ню Йорк        | САЩ            | Медисън Скуеър Гардън                     |
| 9 юли 2010        | Ню Йорк        | САЩ            | Медисън Скуеър Гардън                     |
| 11 юли 2010       | Торонто        | Канада         | Еър Канада Център                         |
| 12 юли 2010       | Торонто        | Канада         | Еър Канада Център                         |
| 14 юли 2010       | Кливланд       | САЩ            | Куикън Лоунс Арена                        |
| 15 юли 2010       | Индианаполис   | САЩ            | Банкерс Лайф Филдхаус                     |
| 17 юли 2010       | Сейнт Луис     | САЩ            | Скоттрейд Център                          |
| 20 юли 2010       | Оклахома Сити  | САЩ            | Чесапийк Енерджи Арена                    |
| 22 юли 2010       | Далас          | САЩ            | Американ Еърлайнс Център                  |
| 23 юли 2010       | Далас          | САЩ            | Американ Еърлайнс Център                  |
| 25 юли 2010       | Хюстън         | САЩ            | Тойота Център                             |
| 26 юли 2010       | Хюстън         | САЩ            | Тойота Център                             |
| 28 юли 2010       | Денвър         | САЩ            | Пепси Център                              |
| 31 юли 2010       | Финикс         | САЩ            | Толкинг Стик Ризорт Арена                 |
| 3 август 2010     | Канзас Сити    | САЩ            | Спринт Център                             |
| 6 август 2010     | Чикаго         | САЩ            | Грант Парк                                |
| 11 август 2010    | Лос Анджелис   | САЩ            | Стейпълс Център                           |
| 12 август 2010    | Лос Анджелис   | САЩ            | Стейпълс Център                           |
| 13 август 2010    | Лас Вегас      | САЩ            | MGM Гранд Гардън Арена                    |
| 16 август 2010    | Сан Хосе       | САЩ            | SAP Център                                |
| 17 август 2010    | Сан Хосе       | САЩ            | SAP Център                                |
| 19 август 2010    | Портланд       | САЩ            | Мода Център                               |
| 21 август 2010    | Такоума        | САЩ            | Такоума Доум                              |
| 23 август 2010    | Ванкувър       | Канада         | Роджърс Арена                             |
| 24 август 2010    | Ванкувър       | Канада         | Роджърс Арена                             |
| 26 август 2010    | Едмънтън       | Канада         | Рексал Плейс                              |
| 27 август 2010    | Едмънтън       | Канада         | Рексал Плейс                              |
| 30 август 2010    | Сейнт Пол      | САЩ            | Ексел Енерджи център                      |
| 31 август 2010    | Сейнт Пол      | САЩ            | Ексел Енерджи център                      |
| 2 септември 2010  | Милуоки        | САЩ            | БМО Харис Брадли Център                   |
| 4 септември 2010  | Детройт        | САЩ            | Дъ Палас ъф Обърн Хилс                    |
| 5 септември 2010  | Питсбърг       | САЩ            | Консол Енерджи Център                     |
| 7 септември 2010  | Вашингтон      | САЩ            | Верайзън Център                           |
| 8 септември 2010  | Шарлотсвил     | САЩ            | Джон Пол Джоунс Арена                     |
| 14 септември 2010 | Филаделфия     | САЩ            | Уелс Фарго Център                         |
| 15 септември 2010 | Филаделфия     | САЩ            | Уелс Фарго Център                         |
| 16 септември 2010 | Хартфорд       | САЩ            | Екс Ел Център                             |
| 18 септември 2010 | Шарлът         | САЩ            | Тайм Уорнър Кейбъл Арена                  |
| 18 септември 2010 | Роли           | САЩ            | RBC Център                                |
| Европа            |                |                |                                           |
| 13 октомври 2010  | Хелзинки       | Финландия      | Хартвал Арена                             |
| 14 октомври 2010  | Хелзинки       | Финландия      | Хартвал Арена                             |
| 16 октомври 2010  | Осло           | Норвегия       | Осло Спектрум                             |
| 17 октомври 2010  | Осло           | Норвегия       | Осло Спектрум                             |
| 20 октомври 2010  | Хернинг        | Дания          | Джиске Банк Боксен                        |
| 26 октомври 2010  | Дъблин         | Ирландия       | 3Arena                                    |
| 27 октомври 2010  | Дъблин         | Ирландия       | 3Arena                                    |
| 29 октомври 2010  | Дъблин         | Ирландия       | 3Arena                                    |
| 30 октомври 2010  | Белфаст        | Великобритания | Дъ Ес Ес И Арена                          |
| 1 ноември 2010    | Белфаст        | Великобритания | Дъ Ес Ес И Арена                          |
| 2 ноември 2010    | Белфаст        | Великобритания | Дъ Ес Ес И Арена                          |
| 5 ноември 2010    | Загреб         | Хърватия       | Арена Загреб                              |
| 7 ноември 2010    | Будапеща       | Унгария        | Будапеща Арена                            |
| 9 ноември 2010    | Торино         | Италия         | Паласпорт Олимпико                        |
| 11 ноември 2010   | Виена          | Австрия        | Винер Щатхале                             |
| 14 ноември 2010   | Цюрих          | Швейцария      | Халенщадион                               |
| 15 ноември 2010   | Цюрих          | Швейцария      | Халенщадион                               |
| 17 ноември 2010   | Прага          | Чехия          | O2 арена                                  |
| 19 ноември 2010   | Малмьо         | Швеция         | Малмьо Арена                              |
| 22 ноември 2010   | Антверпен      | Белгия         | Спортпалейс                               |
| 23 ноември 2010   | Антверпен      | Белгия         | Спортпалейс                               |
| 26 ноември 2010   | Гданск         | Полша          | Ерго Арена                                |
| 29 ноември 2010   | Ротердам       | Нидерландия    | Ахой Ротердам                             |
| 30 ноември 2010   | Ротердам       | Нидерландия    | Ахой Ротердам                             |
| 2 декември 2010   | Лион           | Франция        | Хале Тони Гарние                          |
| 4 декември 2010   | Милано         | Италия         | Медиоланум Форум                          |
| 5 декември 2010   | Милано         | Италия         | Медиоланум Форум                          |
| 7 декември 2010   | Барселона      | Испания        | Палау Сант Жорди                          |
| 10 декември 2010  | Лисабон        | Португалия     | MEO Арена                                 |
| 12 декември 2010  | Мадрид         | Испания        | Барклейкард център                        |
| 16 декември 2010  | Лондон         | Великобритания | O₂ Арена                                  |
| 17 декември 2010  | Лондон         | Великобритания | O₂ Арена                                  |
| 20 декември 2010  | Париж          | Франция        | AccorHotels Arena                         |
| 21 декември 2010  | Париж          | Франция        | AccorHotels Arena                         |
| Северна Америка   |                |                |                                           |
| 19 февруари 2011  | Атлантик Сити  | САЩ            | Бордуолк хол                              |
| 21 февруари 2011  | Ню Йорк        | САЩ            | Медисън Скуеър Гардън                     |
| 22 февруари 2011  | Ню Йорк        | САЩ            | Медисън Скуеър Гардън                     |
| 24 февруари 2011  | Вашингтон      | САЩ            | Верайзън Център                           |
| 26 февруари 2011  | Питсбърг       | САЩ            | Консол Енерджи Център                     |
| 28 февруари 2011  | Чикаго         | САЩ            | Юнайтед Център                            |
| 1 март 2011       | Гранд Рапидс   | САЩ            | Ван Андел Арена                           |
| 3 март 2011       | Торонто        | Канада         | Еър Канада Център                         |
| 4 март 2011       | Бъфало         | САЩ            | Фърст Ниагара Център                      |
| 6 март 2011       | Отава          | Канада         | Скотиабанк Плейс                          |
| 8 март 2011       | Бостън         | САЩ            | ТД Гардън                                 |
| 10 март 2011      | Кълъмбъс       | САЩ            | Валю Сити Арена                           |
| 12 март 2011      | Луисвил        | САЩ            | KFC Yum! Center                           |
| 14 март 2011      | Далас          | САЩ            | Американ Еърлайнс Център                  |
| 15 март 2011      | Сан Антонио    | САЩ            | Ей Ти енд Ти Център                       |
| 17 март 2011      | Омаха          | САЩ            | Сенчъри Линк Сентър                       |
| 19 март 2011      | Солт Лейк Сити | САЩ            | Вивинт Смарт Хоум Арена                   |
| 22 март 2011      | Оукланд        | САЩ            | Оракъл Арена                              |
| 23 март 2011      | Сакраменто     | САЩ            | Слип Трейн Арена                          |
| 25 март 2011      | Лас Вегас      | САЩ            | MGM Гранд Гардън Арена                    |
| 26 март 2011      | Финикс         | САЩ            | US Airways Center                         |
| 28 март 2011      | Лос Анджелис   | САЩ            | Staples Center                            |
| 29 март 2011      | Сан Диего      | САЩ            | Viejas Arena                              |
| 31 март 2011      | Анахайм        | САЩ            | Honda Center                              |
| 4 април 2011      | Тулса          | САЩ            | BOK Center                                |
| 6 април 2011      | Остин          | САЩ            | Frank Erwin Center                        |
| 8 април 2011      | Хюстън         | САЩ            | Toyota Center                             |
| 9 април 2011      | Ню Орлиънс     | САЩ            | New Orleans Arena                         |
| 12 април 2011     | Форт Лодърдейл | САЩ            | BankAtlantic Center                       |
| 13 април 2011     | Маями          | САЩ            | American Airlines Arena                   |
| 15 април 2011     | Орландо        | САЩ            | Amway Center                              |
| 16 април 2011     | Тампа          | САЩ            | St. Pete Times Forum                      |
| 18 април 2011     | Атланта        | САЩ            | Arena at Gwinnett Center                  |
| 19 април 2011     | Нашвил         | САЩ            | Bridgestone Arena                         |
| 22 април 2011     | Нюарк          | САЩ            | Prudential Center                         |
| 23 април 2011     | Юниъндейл      | САЩ            | Nassau Veterans Memorial Coliseum         |
| 25 април 2011     | Монреал        | Канада         | Bell Centre                               |
| 27 април 2011     | Кливланд       | САЩ            | Quicken Loans Arena                       |
| 3 май 2011        | Гуадалахара    | Мексико        | Estadio Tres de Marzo                     |
| 5 май 2011        | Мексико        | Мексико        | Foro Sol                                  |
| 6 май 2011        | Мексико        | Мексико        | Foro Sol                                  |